# Sant Miquel de Santa Linya
Sant Miquel de Santa Linya és una església romànica de Santa Linya, al municipi de les Avellanes i Santa Linya (Noguera) inclosa a l'Inventari del Patrimoni Arquitectònic de Catalunya.

## Descripció
Construcció de petites dimensions de planta rectangular que ha estat força modificada. Té una nau i absis enlluït. A l'oest hi ha la porta d'entrada, feta amb arc rebaixat. Els murs són arrebossats, tot i que alguns panys l'han perdut.

## Història
L'ermita de Sant Miquel està situada fora del poble de Santa Linya, a mà esquerra per la carretera de les Avellanes a Santa Linya.
Aquesta ermita té un origen romànic, però ha estat molt modificada, sobretot durant el segle XX (inicis).
Els veïns de Santa Linya i també d'altres llocs anaven a Sant Miquel el dia de la festivitat del sant, es deia una missa i el rosari; actualment no es fa cap mena de celebració.